# The Uh-Oh Show
The Uh-Oh Show è un film del 2009 diretto da Herschell Gordon Lewis.
Si tratta del ritorno al grande schermo del "goodfather of gore", dopo il rifacimento di Blood Feast del 2002. Il regista mescola sempre grandi dosi di gore con un forte umorismo nero demenziale, ed è per questo che attualmente è una pellicola cult. Il film, edito solo negli USA, incassò poco nel 2009 ma ottenne, come la maggior parte dei film di Gordon, un discreto guadagno nell'home-video.

## Trama
Uh-Oh è uno show che prevede grandi premi: da un milione di dollari fino ad una vacanza nei Caraibi. Tuttavia ha delle regole rigidissime: nel caso in cui il concorrente sbagli, è costretto a subire le più grandi torture della sua vita, a costo anche della morte. Molti ci provano, ma tutti fanno una fine orrenda...

## Curiosità
- Era da sette anni che Gordon Lewis non girava più un film; ha partecipato infatti soltanto alla pellicola Smash Cut dove ha avuto un ruolo da attore.
- Il cast comprende circa 100 attori, una cifra che il regista non aveva mai potuto permettersi, ma col sostegno di ben nove produttori è riuscito a creare un lungometraggio che non rimarcasse la scia classica di Gordon nel B movie.